# Святенков, Павел Вячеславович
Павел Вячеславович Святенков (род. 17 октября 1975 года) — российский политолог и журналист.

## Биография
С 1982 по 1984 год — ученик школы № 666 Советского района города Москва, с 1984 по 1992 год — учился в школе № 504 Пролетарского района Москвы.
С 1992 по 1997 год — студент факультета политологии Международного независимого эколого-политологического университета.
В 1998 году окончил Московский государственный университет по специальности «политология».
С 1998 по 2001 год — аспирант философского факультета МГУ (кафедра политического процесса в России).
В 2011 году окончил Московский государственный институт международных отношений, по специальности «юриспруденция».
С 1997 по 2000 год — сотрудник Московского отделения Фонда развития парламентаризма в России.
В 2003 году — обозреватель отдела политики газеты «Консерватор».
С 2004 по 2009 год — сотрудник аналитического отдела Института национальной стратегии, редактор и постоянный автор Агентства политических новостей (АПН).
Член Молодёжной общественной палаты в 2005—2010 годах.
Автор ряда статей по современной политике и политологии; автор статей АПН, «Русского журнала», деловой газеты «Взгляд». С января 2017 года — колумнист русскоязычной версии сайта телеканала RT.

## Награды
- Лауреат премии журнала «Москва» (2009 год).

## Книги
- Святенков П. В. Машина порядка. — М.: Алгоритм, 2008. — 240 с. — (Политический бестселлер).
- Белковский С. А., Милитарёв В. Ю., Святенков П. В. Медвежье царство. — М.: Алгоритм, 2009. — 239 с. — (Политический бестселлер). — ISBN 978-5-9265-0594-5.